# Ruvumera (vattendrag)
Ruvumera är ett vattendrag i Burundi.   Det ligger i provinsen Ngozi, i den norra delen av landet, 90 kilometer nordost om huvudstaden Bujumbura.
Omgivningarna runt Ruvumera är en mosaik av jordbruksmark och naturlig växtlighet. Runt Ruvumera är det tätbefolkat, med 459 invånare per kvadratkilometer.